# Дългокрак сцинк
Дългокраките сцинкове (Eumeces schneiderii), наричани също шнайдерови сцинкове или бириоли, са вид влечуги от семейство Сцинкови (Scincidae).
Разпространени са в Близкия Изток и съседни региони от долината на Инд до Алжир. Достигат около 20 сантиметра дължина на тялото с опашката. Гърбът им е маслинено-сив или кафеникав, с равномерно разположени златисти петна или надлъжни ивици, а коремът – жълтеникаво-бял.